# Liga Española de Baloncesto 1957
La Liga Española de Baloncesto 1957 è stata la 1ª edizione del massimo campionato spagnolo di pallacanestro maschile. La vittoria finale è stata ad appannaggio del Real Madrid.

## Risultati

### Stagione regolare
|    | Squadra                   | G  | V | N | P | PF  | PS  | Pt. |
| -- | ------------------------- | -- | - | - | - | --- | --- | --- |
| 1. | Real Madrid               | 10 | 7 | 0 | 3 | 706 | 593 | 17  |
| 2. | Barcellona                | 10 | 7 | 0 | 3 | 547 | 514 | 17  |
| 3. | Oril. Verde Sabadell      | 10 | 6 | 0 | 4 | 593 | 600 | 16  |
| 4. | Aism. Montcada            | 10 | 5 | 0 | 5 | 536 | 526 | 15  |
| 5. | Estudiantes               | 10 | 3 | 0 | 7 | 585 | 662 | 13  |
| 6. | Club Juventud de Badalona | 10 | 2 | 0 | 8 | 520 | 592 | 12  |

| Liga Española de Baloncesto 1957 |
| -------------------------------- |
| Real Madrid 1º titolo            |

## Formazione vincitrice
| N° | Naz.                  | Ruolo | Sportivo                    |  | Alt. |  |
| -- | --------------------- | ----- | --------------------------- |  | ---- |  |
|    | Spagna (bandiera)     | P     | Joaquín Hernández           |  |      |  |
|    | Spagna (bandiera)     | P     | José Luis Alcántara         |  |      |  |
|    | Spagna (bandiera)     | P     | Jorge Bonet Pérez de Diego  |  |      |  |
|    | Spagna (bandiera)     | A     | Luis Trujillano             |  | 185  |  |
|    | Spagna (bandiera)     | A     | José Luis Martínez          |  |      |  |
|    | Porto Rico (bandiera) | A     | William Brindle             |  |      |  |
|    | Porto Rico (bandiera) | A     | Ibrahim "Ballyn" Muratti    |  |      |  |
|    | Spagna (bandiera)     | A     | Esteban Crespo Guerrero     |  |      |  |
|    | Spagna (bandiera)     | C     | Alfonso Martínez            |  | 194  |  |
|    | Spagna (bandiera)     | C     | Arturo Imedio               |  | 188  |  |
|    | Spagna (bandiera)     | C     | José Alberto Herrera Espino |  |      |  |
|    | Porto Rico (bandiera) | C     | Enée Clavery Fuentes        |  |      |  |
|    | Spagna (bandiera)     | All.  | Ignacio Pinedo              |  |      |  |